# Muriel Boudsocq
Muriel Boudsocq, née le 25 février 1972, est une gymnaste française pratiquant la discipline du tumbling.

## Carrière
Aux Championnats d'Europe de trampoline 1985, elle remporte la médaille d'or en tumbling par équipes.
En 1987 et en 1989, elle est championne d'Europe de tumbling par équipes et médaillée de bronze européenne en tumbling individuel.